# Pierre Dewin
Petrus Gustavus Theresia (Pierre) Dewin (Antwerpen, 5 september 1894 - onbekend) was een Belgisch waterpolospeler en zwemmer. Hij nam als waterpoloër tweemaal deel aan de Olympische Spelen.

## Loopbaan
Dewin werd in 1913 en 1914 Belgisch kampioen op de 100 m rugslag.
In 1920 maakte hij zijn olympisch debuut bij de Olympische Spelen van Antwerpen. Hij speelde voor het team dat een zilveren medaille won. Vier jaar later, in 1924 speelde hij wederom voor België en won wederom een zilveren medaille.

## Belgische kampioenschappen
Langebaan
| Onderdeel     | Jaar       |
| ------------- | ---------- |
| 100 m rugslag | 1913, 1914 |

Gérard Blitz · 
René Bauwens · 
Maurice Blitz · 
Pierre Dewin · 
Albert Durant ·
Paul Gailly · 
Pierre Nijs · 
Joseph Pletincx
Gérard Blitz · 
Maurice Blitz · 
Pierre Dewin · 
Albert Durant · 
Paul Gailly · 
Joseph Pletincx · 
Joseph De Combe · 
Joseph Cludts · 
Georges Fleurix · 
Jules Thiry · 
Jean-Pierre Vermetten
- Bibliothèque nationale de France: cb16943834m (data)
- International Standard Name Identifier: 0000 0004 5100 4028
- Virtual International Authority File: 316738313